# Аарон Берр (політик)
Ааро́н Берр моло́дший (англ. Aaron Burr, Jr.; 6 лютого 1756 — 14 вересня 1836) — віцепрезидент США (1801—1805). Урядовець і політичний лідер. Служив у Континентальній армії, був обраний до законодавчих зборів штату Нью-Йорк, у Сенат США.

## Життєпис
Народився Аарон Берр 6 лютого 1756 р. в Ньюарку, штат Нью-Джерсі. Проживав у Нью-Йорку. Був одружений з Теодозією Бертоу (за першим чоловіком — Прево), мали одну дочку.
Перебував на посаді віцепрезидента США з 4 березня 1801 р. по 4 березня 1805 р. при президенті Томасі Джефферсоні.
У 1804 р. програв виборчу кампанію за пост губернатора Нью-Йорка. Під час кампанії Александер Гамільтон випустив чимало образливих памфлетів проти Берра, через що останній викликав його на дуель і застрелив свого кривдника. Після цього політична кар'єра Берра закінчилася. У 1807 р. вирушив на захід США, де намагався вести нелегальну війну проти іспанських колоній і проголосив себе королем, але був заарештований американськими військовими. Відбув у добровільне вигнання до Європи. Після повернення до США вів самотнє життя, практикував адвокатську діяльність.

## В літературі
Ґор Відал використав образ Берра для критичного зображення його сучасників та звичаїв епохи.